# Artikel 6 des Grundgesetzes für die Bundesrepublik Deutschland
Artikel 6 des Grundgesetzes für die Bundesrepublik Deutschland (GG) gehört zum ersten Abschnitt des Grundgesetzes, der die Grundrechte zum Gegenstand hat. Die Rechtsnorm enthält unterschiedliche Gewährleistungen, die einen Bezug zu Ehe und Familie aufweisen. Art. 6 Absatz 1 GG garantiert den rechtlichen Bestand der Ehe und spricht ihr und der Familie einen besonderen Schutz zu. Art. 6 Absatz 2 GG spricht Eltern das Recht zu, für ihre Kinder unter Aufsicht des Staats zu sorgen. Art. 6 Absatz 3 GG regelt, unter welchen Voraussetzungen der Staat Kinder von ihren Eltern trennen darf. Art. 6 Absatz 4, 5 GG sprechen Müttern Anspruch auf Schutz zu und gebieten die Gleichbehandlung von ehelichen und unehelichen Kindern.

## Normierung
Art. 6 GG lautet seit dem Inkrafttreten des Grundgesetzes am 24. Mai 1949 wie folgt:

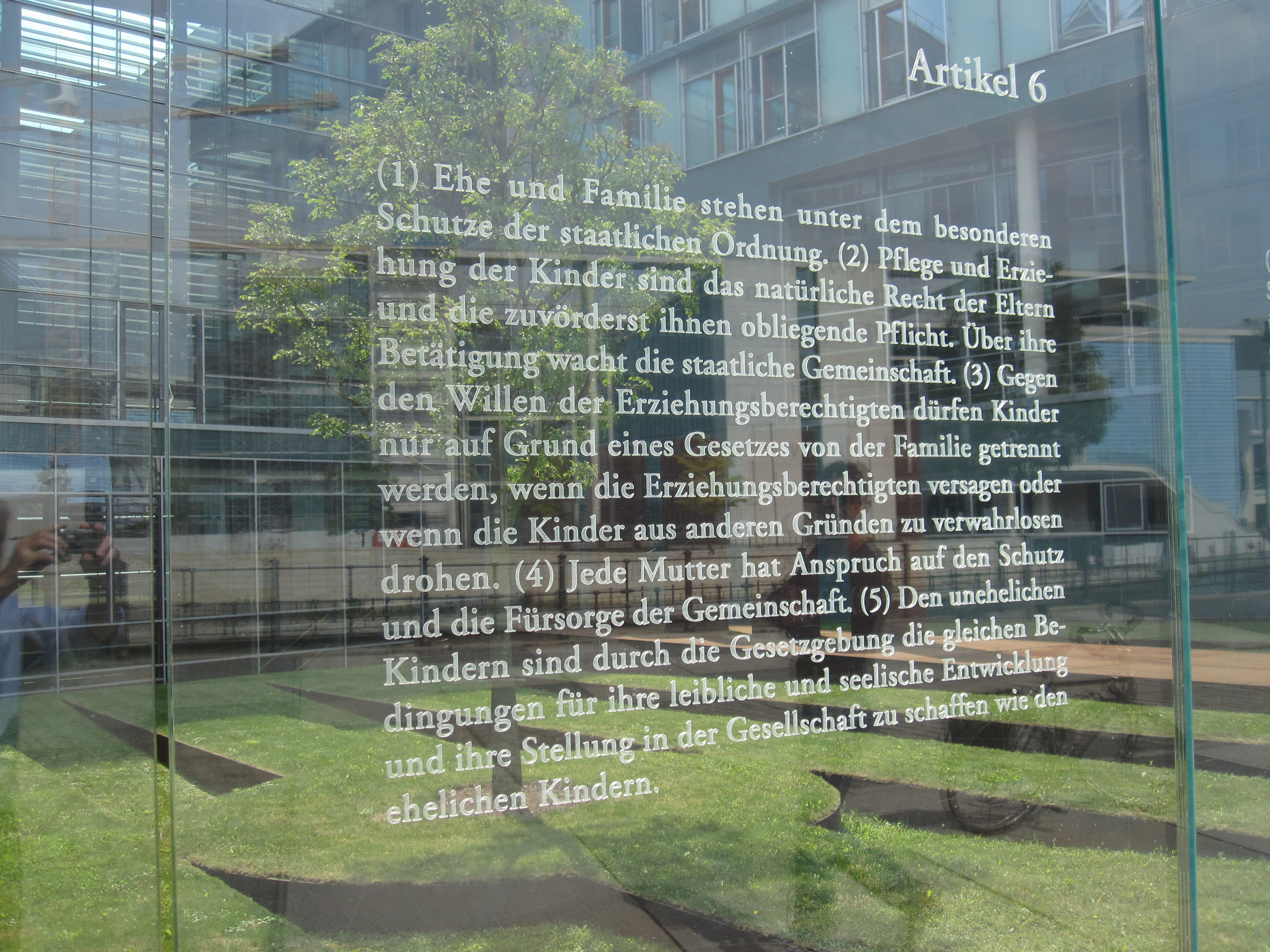
Artikel 6 des Grundgesetzes – eine Arbeit von Dani Karavan an den Glasscheiben zur Spreeseite beim Jakob-Kaiser-Haus des Bundestages in Berlin

(2) Pflege und Erziehung der Kinder sind das natürliche Recht der Eltern und die zuvörderst ihnen obliegende Pflicht. Über ihre Betätigung wacht die staatliche Gemeinschaft.
(3) Gegen den Willen der Erziehungsberechtigten dürfen Kinder nur auf Grund eines Gesetzes von der Familie getrennt werden, wenn die Erziehungsberechtigten versagen oder wenn die Kinder aus anderen Gründen zu verwahrlosen drohen.
(4) Jede Mutter hat Anspruch auf den Schutz und die Fürsorge der Gemeinschaft.
Art. 6 GG erfüllt zahlreiche Funktionen. Teilweise begründet er staatliche Schutzpflichten, teilweise subjektive Abwehrrechte gegenüber hoheitlichen Eingriffen. Schließlich stellt es eine Institutsgarantie zugunsten des Rechtsinstituts Ehe dar.

## Entstehungsgeschichte

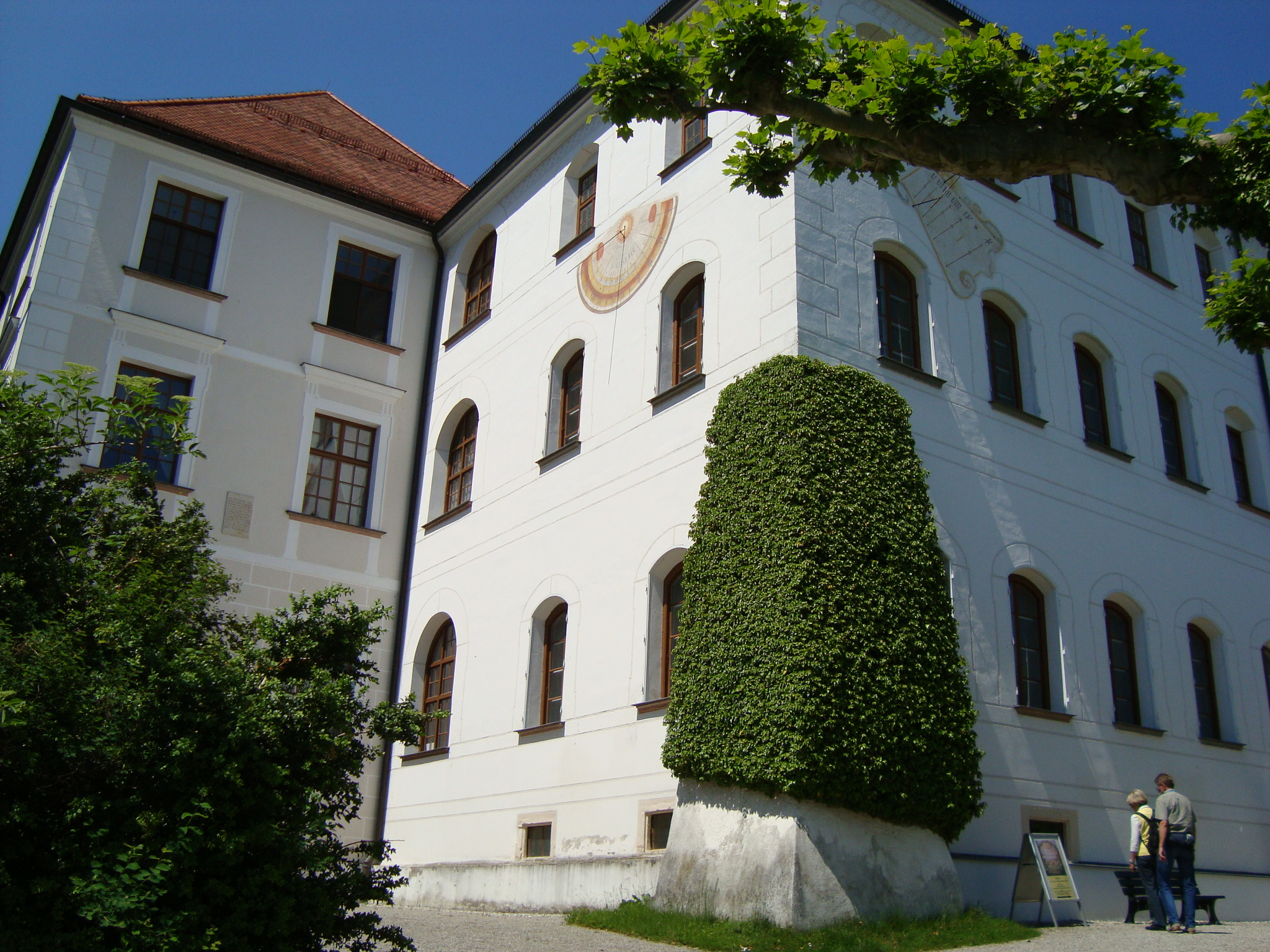
Altes Schloss Herrenchiemsee

Der Schutz von Familie und Ehe wurde in der deutschen Verfassungsgeschichte erstmals in der Weimarer Reichsverfassung von 1919 durch Art. 119–122 gewährleistet. Hiernach standen beide Güter unter dem besonderen Schutz der Verfassung.
Während der Entstehung des Grundgesetzes plante der Verfassungskonvent auf Herrenchiemsee zunächst, Ehe und Familie in der Verfassung nicht zu erwähnen. Als zu gering wurden die Aussichten auf tragfähige Kompromisse erachtet, da die beteiligten politischen Parteien äußerst unterschiedliche Standpunkte vertraten. Unter Einfluss der Kirchen und auf Bestreben der CDU entschied sich der Parlamentarische Rat allerdings dennoch dazu, Ehe und Familie durch die Verfassung unter Schutz zu stellen.

## Schutz von Ehe und Familie, Art. 6 Absatz 1 GG
Gemäß Art. 6 Absatz 1 GG stehen Ehe und Familie unter dem besonderen Schutz der staatlichen Ordnung. Diese Bestimmung stellt zum einen eine Institutsgarantie dar, die den Staat verpflichtet, die Ehe als Rechtsinstitut zu schaffen und zu erhalten. Weiterhin handelt es sich um ein Freiheitsrecht, das die Abwehr hoheitlicher Eingriffe in die durch das Grundrecht geschützte Freiheitssphäre ermöglicht.
Das Grundrecht ist in Bezug auf Ehe normgeprägt, während in Bezug auf Familie in erster Linie von einer natürlichen Freiheit ausgegangen wird. Das Rechtsinstitut der Ehe muss durch den Gesetzgeber ausgestaltet werden.

### Schutzbereich
Die Freiheitssphäre, die durch ein Grundrecht gewährleistet wird, wird in der Rechtswissenschaft als Schutzbereich bezeichnet. Sofern ein Hoheitsträger in diesen eingreift und dies verfassungsrechtlich nicht gerechtfertigt ist, verletzt er hierdurch Art. 6 Absatz 1 GG.
Die Rechtswissenschaft unterscheidet zwischen dem persönlichen und dem sachlichen Schutzbereich. Der persönliche Schutzbereich bestimmt, wer durch das Grundrecht geschützt wird. Der sachliche Schutzbereich bestimmt, welche Freiheiten durch das Grundrecht geschützt werden.

#### Persönlich
Art. 6 GG schränkt den Kreis der Grundrechtsträger nicht ein, sodass das Grundrecht jedermann schützt. Personenvereinigungen, insbesondere juristische Personen des Privatrechts, sind gemäß Art. 19 Absatz 3 GG nicht Träger des Grundrechts, da es Freiheiten schützt, die lediglich von Menschen wahrgenommen werden können.

#### Sachlich
In sachlicher Hinsicht schützt Art. 6 Absatz 1 GG Ehe und Familie.
Die Ehe im Sinne des Grundgesetzes kommt unter Mitwirkung des Staates zustande. Eine lediglich kirchlich geschlossene Ehe wird daher nicht von Art. 6 Absatz 1 GG erfasst. Gleiches gilt für nichteheliche Lebensgemeinschaften. Umstritten ist in der Rechtswissenschaft, ob Vielehen, die nach ausländischem Recht zulässigerweise geschlossen wurden, durch Art. 6 Absatz 1 GG geschützt werden. Unzulässige Vielehen werden jedenfalls nicht geschützt.
Bei einer Ehe im Sinne des BGB handelt es sich nach gemäß dem 2017 verabschiedeten Gesetz zur Einführung des Rechts auf Eheschließung für Personen gleichen Geschlechts um eine freiwillige Verbindung „von zwei Personen verschiedenen oder gleichen Geschlechts auf Lebenszeit“. Umstritten ist, in welchem Verhältnis diese einfachgesetzlichen Änderungen zur Ehe im Sinne des Grundgesetzes stehen. Nach einer Ansicht ist nun auch die gleichgeschlechtliche Ehe als Ehe im Sinne von Art. 6 GG anzusehen. Einer anderen Ansicht nach gehört die Verschiedengeschlechtlichkeit weiterhin zur Definition der Ehe im Sinne des Grundgesetzes. Auch wurde vertreten, der neue § 1353 Absatz 1 Satz 1 BGB sei verfassungswidrig. Die Definition des Bundesverfassungsgerichts enthielt noch 2014 als Bestandteil „die Vereinigung eines Mannes mit einer Frau“, dagegen 2023 in einer Entscheidung einer Kammer nicht mehr.
Die Freiheit der Ehe schützt das Recht, eine Ehe abzuschließen und in ehelicher Gemeinschaft zusammenzuleben. Weiterhin schützt sie nach vorherrschender Auffassung in der Rechtswissenschaft vor Benachteiligungen der Ehegemeinschaft. Nach einer Gegenansicht ist diese Funktion dem allgemeinen Gleichheitssatz aus Art. 3 Absatz 1 GG vorbehalten, da Art. 6 GG nicht als Gleichheitsrecht formuliert ist. Schließlich verpflichtet Art. 6 Absatz 1 GG den Gesetzgeber, bei seinem Handeln die Ehe angemessen zu berücksichtigen und sie zu fördern.
Bei einer Familie handelt es sich um eine Lebens- und Erziehungsgemeinschaft, die aus Eltern und ihren Kindern besteht. Auch Gemeinschaften, die lediglich zwischen einem Kind und einem Elternteil bestehen, werden durch Art. 6 Absatz 1 GG geschützt. Das Grundrecht schützt das Recht eine Familie nach eigenen Vorstellungen zu bilden und in familiärer Gemeinschaft zusammenzuleben. Auch sollen Hoheitsträger Familien fördern, soweit dies möglich ist.
Seit 1. August 2001 besteht in Deutschland nach dem Lebenspartnerschaftsgesetz die Möglichkeit der Eintragung von Lebenspartnern. Eingetragene Lebenspartner, unabhängig von ihrer sexuellen Orientierung und von ihrem Geschlecht, sind Ehepartnern heute annähernd gleichgestellt. Werden von Lebenspartnern Kinder adoptiert, gelten diese als deren rechtliche Eltern. „Leben eingetragene Lebenspartner mit dem leiblichen oder angenommenen Kind eines Lebenspartners in sozial-familiärer Gemeinschaft, bilden sie mit diesem eine […] geschützte Familie im Sinne des Grundgesetzes.“ „Trotzdem sind [derzeit] gleichgeschlechtliche Paare in einer Reihe von Rechtsbereichen noch immer gegenüber Ehepaaren benachteiligt“, weshalb die Grünen seit 2014 Gesetzesentwürfe, die jegliche (rechtliche) Diskriminierung aufheben sollen, einreichten. Am 30. Juni 2017 beschloss der Bundestag, gleichgeschlechtlichen Paaren die Ehe zu ermöglichen. Das Gesetz zur Einführung des Rechts auf Eheschließung für Personen gleichen Geschlechts trat zum 1. Oktober 2017 in Kraft und die Ehe für alle wurde durch Änderung des § 1353 umgesetzt.

### Eingriff
Ein Eingriff liegt vor, wenn der Gewährleistungsinhalt eines Grundrechts durch hoheitliches Handeln verkürzt wird. Dies trifft auf Beeinträchtigungen der Ehe zu. Ebenfalls kann im Unterlassen des Schutzes von Ehe und Familie ein Grundrechtseingriff bestehen. Regelt der Gesetzgeber durch den Erlass von Normen den rechtlichen Rahmen der Ehe, stellt dies allerdings grundsätzlich keinen Eingriff, sondern lediglich eine Ausgestaltung des Grundrechts dar. Berührt er allerdings Kernelemente der Ehe, kann hierin jedoch ein Grundrechtseingriff bestehen.

### Rechtfertigung
Liegt ein hoheitlicher Eingriff vor, ist dieser rechtmäßig, wenn er verfassungsrechtlich gerechtfertigt ist. Art. 6 Absatz 1 GG enthält keine Vorgabe zur Frage, unter welchen Voraussetzungen das Grundrecht beschränkt werden kann. Damit handelt es sich um ein vorbehaltslos gewährleistetes Grundrecht. Jedoch erkennt das Bundesverfassungsgericht auch für solche Grundrechte die Möglichkeit der gesetzlichen Beschränkung an. Diese kann sich aus Verfassungsrecht ergeben, das mit dem Grundrecht kollidiert. Diese Beschränkungsmöglichkeit beruht darauf, dass sich Verfassungsbestimmungen als gleichrangiges Recht nicht gegenseitig verdrängen, sondern im Fall einer Kollision in ein Verhältnis praktischer Konkordanz gebracht werden.

## Elterliche Sorge, Art. 6 Absatz 2, 3 GG
Gemäß Art. 6 Absatz 2 GG sind Eltern berechtigt und verpflichtet, für ihre Kinder zu sorgen. Es handelt sich hierbei sowohl um ein Freiheitsrecht der Eltern als auch um eine Freiheitsbeschränkung zugunsten des Kindes.

### Schutzbereich
Das Elternrecht steht den leiblichen Eltern und den Adoptiveltern zu. Pflegeeltern steht es hingegen nicht zur Verfügung. Auch Kinder können sich nicht auf Art. 6 Absatz 2 GG berufen. Ihnen steht jedoch in Verbindung mit der Garantie der allgemeinen Handlungsfreiheit ein Anrecht auf staatliche Gewährleistung elterlicher Pflege und Erziehung zu.
Das Elternrecht berechtigt die Eltern eines Kindes, für dessen Erziehung und Pflege zu sorgen. Ersteres bezeichnet die geistige und seelische Entwicklung, letzteres die Sorge für das Wohlbefinden. Hierzu zählt beispielsweise das Recht, über den Bildungsweg des Kinds zu bestimmen. Ebenfalls dürfen Eltern ihr Kind in ihrem Sinn religiös und weltanschaulich erziehen. Daher dürfen sie beispielsweise ein Kind von Religionen, die sie für falsch halten, fernhalten. Welchen Umfang das Pflegerecht und die Pflegepflicht haben, richtet sich nach dem Alter und dem Bedarf des Kindes. Mit Eintritt der Volljährigkeit des Kindes erlischt das Elternrecht.
Das Elternrecht muss im Interesse des Kindes ausgeübt werden. Was im Interesse des Kindes ist, beurteilt sich grundsätzlich nach der Auffassung der Eltern, denen diesbezüglich eine Entscheidungsprärogative zukommt. Die Auffassung der Eltern ist grundsätzlich vorrangig, weshalb sie durch Hoheitsträger respektiert werden muss.

### Eingriff
Eingriffe ins Elternrecht stellen insbesondere Verkürzungen des Rechts zur eigenverantwortlichen Fürsorge dar. Als besonders schweren Eingriff nennt Art. 6 Absatz 3 Satz 1 GG die erzwungene Trennung von Kindern und ihrer Familie. Ebenfalls stellt der Ausschluss der Eltern von einem Jugendstrafverfahren gegen ihr Kind einen Eingriff dar. Auch eine Rechtschreibreform besitzt Eingriffsqualität. Keinen Grundrechtseingriff stellt die Ausgestaltung des Sorgerechts dar.

### Rechtfertigung
Ein Eingriff in das Erziehungsrecht kann verfassungsrechtlich gerechtfertigt sein.

#### Wächteramt des Staats
Das elterliche Erziehungsrecht wird gemäß Art. 6 Absatz 2 Satz 2 GG durch das Wächteramt des Staats begrenzt. Hiernach wacht der Staat darüber, dass das Elternrecht im Interesse des Kindes ausgeübt wird. Eltern üben ihr Sorgerecht daher als Treuhänder ihres Kindes aus. Hoheitsträger dürfen daher das elterliche Erziehungsrecht durch oder auf Grundlage eines Gesetzes beschränken. Hierbei müssen sie jedoch den Willen der Eltern in angemessener Weise berücksichtigen. Eine Beschränkung des Elternrechts erfordert daher, dass dieses in einer Weise ausgeübt wird, die das Kindeswohl gefährdet. Damit Art. 6 Absatz 2 GG entspricht damit einem qualifizierten Gesetzesvorbehalt.
Besondere Rechtfertigungsvoraussetzungen normiert Art. 6 Absatz 3 GG für die Trennung eines Kinds von seinen Eltern als besonders schweren Eingriff in das Erziehungsrecht. Die Trennung setzt voraus, dass die Erziehungsberechtigten versagen oder das Kind aus anderen Gründen zu verwahrlosen droht.
Damit ein Eingriff gerechtfertigt werden kann, muss er das Prinzip der Verhältnismäßigkeit wahren. Dieses für alle Grundrechte geltende Verfassungsprinzip soll verhindern, dass Grundrechte stärker als erforderlich beeinträchtigt werden. Nach dem Verhältnismäßigkeitsprinzip ist ein Grundrechtseingriff nur rechtmäßig, wenn er einen legitimen Zweck verfolgt, sich zu dessen Förderung eignet und hierzu erforderlich sowie angemessen ist.

#### Schulaufsicht des Staats
Eine weitere praktisch bedeutsame Schranke des elterlichen Erziehungsrechts findet sich im Erziehungs- und Bildungsauftrag der öffentlichen Schulen. Gemäß Art. 7 Absatz 1 GG ist der Staat berechtigt, das Schulwesen umfassend zu regeln. Hierzu zählt etwa das Definieren von Bildungszielen. Eingriffe in das elterliche Erziehungsrecht zugunsten des Erziehungs- und Bildungsauftrags der öffentlichen Schulen unterliegen wie jeder Grundrechtseingriff dem Grundsatz der Verhältnismäßigkeit.
Nach der Rechtsprechung steht das Recht der Schule grundsätzlich gleichrangig neben dem Recht der Eltern. Im Bereich der Wissensvermittlung überwiegt allerdings regelmäßig das Recht der Schule, im Bereich der Erziehung hingegen das Recht der Eltern.

## Mutterschutz, Art. 6 Absatz 4 GG
Gemäß Art. 6 Absatz 4 GG hat jede Mutter Anspruch auf staatliche Fürsorge. Es handelt sich um eine Konkretisierung des Sozialstaatsprinzips aus Art. 20 Absatz 1 GG, die insbesondere den Gesetzgeber bindet. Hieraus folgen beispielsweise arbeitsrechtliche Schutzbestimmungen, insbesondere diejenigen des Mutterschutzgesetzes. So sind Mütter etwa in besonderer Weise vor Kündigungen geschützt.
In Art. 6 Absatz 4 GG wird eingegriffen, falls das gebotene Schutzniveau unterschritten wird. Auch die Benachteiligung von Müttern, etwa wegen einer Schwangerschaft, stellt einen Grundrechtseingriff dar.
Das Gebot des Mutterschutzes steht unter keinem Gesetzesvorbehalt. Daher ist eine Beschränkung lediglich durch kollidierendes Verfassungsrecht möglich.

## Gleichbehandlung von ehelichen und unehelichen Kindern, Art. 6 Absatz 5 GG
Gemäß Art. 6 Absatz 5 GG stehen uneheliche Kinder den ehelichen gleich. Hierbei handelt es sich um ein besonderes Gleichheitsrecht, das Art. 3 Absatz 1 GG verdrängt. Zum einen gibt dem Gesetzgeber den Auftrag, beide Gruppen möglichst gleich zu stellen. Zum anderen dient es der Abwehr von Benachteiligungen. Es handelt sich um eine besondere Ausprägung des Sozialstaatsprinzip. Die Gleichstellungspflicht des Art. 6 Absatz 5 GG wurde inzwischen weitgehend erfüllt.
In Art. 6 Absatz 5 GG wird durch eine Ungleichbehandlung von ehelichen und unehelichen Kindern eingegriffen. Dies kann lediglich durch kollidierendes Verfassungsrecht gerechtfertigt werden.